# Исмаилов, Али Исмаилович
Али Исмаилович Исмаилов (6 ноября 1926, Нижнее Казанище, Дагестанская АССР — 22 января 2018, Нальчик) ― советский и российский журналист, общественный деятель, участник трудового фронта Великой Отечественной войны, почётный гражданин города Нальчика (2013).

## Биография
Родился 6 ноября 1926 года в селении Нижнее Казанище Буйнакского района в Дагестане. Работать начал рано, в годы Великой Отечественной войны, в шестнадцать лет стал рядовым рабочим на Урванской машинно-тракторной станции. Завершив обучение на шоферских курсах, стал работать водителем грузовика в транспортной конторе Каббалкпотребсоюза, здесь же шесть лет был руководителем комсомольской организации. 
В 1950 году завершил обучение в Нальчикском педагогическом училище, стал работать заведующим организационным отделом, а позже был назначен вторым секретарем Нальчикского городского комитета комсомола. В 1953 году, окончив отделение журналистика Центральной комсомольской школы при ЦК ВЛКСМ, стал трудиться в должности редактора газеты «Советская Молодежь» , параллельно обучался на историко-филологическом факультете Кабардино-Балкарского государственного университета. 
С 1961 по 1963 годы работал на должности заведующего орготделом Нальчикского горкома партии, был редактором межрайонной газеты «Коммунист». В дальнейшем стал работать на ответственных должностях: заместитель заведующего Домом политпросвещения обкома КПСС, ответственный секретарь республиканской организации общества «Знание», заместитель заведующего отделом пропаганды и агитации – заведующий сектором культуры, заместитель заведующего отделом организационно-партийной работы обкома КПСС, первый секретарь Ленинского райкома партии города Нальчика. 
С 1976 по 1982 годы назначен и работал в должности председателя Нальчикского горисполкома. С 1982 по 2008 годы трудился на различных должностях: директор туристической гостиницы «Нарт», заместитель директора ВГИ, специалист первой категории Управления Судебного департамента при Верховном суде РФ по Кабардино-Балкарской республики. 
Одним из первых кого был приняли в Союз журналистов СССР, являлся делегатом первого Учредительного съезда журналистов страны. Избирался членом Нальчикского городского и областного комитетов партии, депутатом Ленинского районного и Нальчикского городского Советов, депутатом Верховного Совета Кабардино-Балкарской АССР девятого и десятого созывов.
Работая в должности председателя горисполкома, участвовал в реализации важных проектов развития Нальчика. При нём появились микрорайоны «Дубки», «Горный», «Молодежный». В городе был благоустроен проспект Мира. Построены 17-этажная гостиница «Нарт», 14-этажные дома в Вольном Ауле, 12-этажные корпуса на улице Республиканской. Были введены в эксплуатацию санатории «Туркменистан» («Ленинград») и «Голубые ели», Дворец культуры строителей и Дворец пионеров, кинотеатры «Родина» и «Аврора», Республиканский кардиоцентр, Республиканская детская больница.
В 2013 году решением депутатов Совета местного самоуправления городского округа Нальчик удостоен звания Почётный гражданин города.
Проживал в городе Нальчике. Умер 22 января 2018 года.

## Награды и звания
- Орден Знак Почёта
- Медаль «За доблестный труд в Великой Отечественной войне 1941—1945 гг.»
- Медаль «В ознаменование 100-летия со дня рождения Владимира Ильича Ленина»
- другими медалями
- Ветеран труда
- Почётный гражданин города Нальчика (2013)